# Triggiano
Triggiano är en ort och kommun i storstadsregionen Bari, innan 2015 provinsen Bari, i regionen Apulien i Italien. Kommunen hade 26 206 invånare (2021).